# Armand de Villars
Armand de Villars, dit le « comte de Villars », mort le 19 août 1712, est un militaire français des XVIIe et XVIIIe siècles. Il termine sa carrière au grade de lieutenant général des armées du Roi et chef d'escadre.

## Biographie

### Origines et famille
Armand de Villars descend de la famille de Villars, famille noble française originaire du Lyonnais, qui a donné cinq archevêques de suite à la ville de Vienne (Isère), et a produit plusieurs officiers supérieurs aux armées et à la marine du Roi. Il est le troisième fils de Pierre de Villars (1580-1639) et de Marie Gigault de Bellefonds (1624/1626-1706), célèbre épistolière. Son cousin germain Bernardin Gigault de Bellefonds (1630-1694) est maréchal de France, tout comme son frère aîné, le maréchal de Villars (1653-1734).

### Carrière militaire
Il commence sa carrière dans l'armée de terre. Pendant la guerre de Succession d'Espagne, il est à la première bataille d'Hochstet en Allemagne le 20 septembre 1703 où il se distingue ce qui lui vaut d'être fait brigadier maréchal de camp.
Il passe ensuite dans la Marine royale. Capitaine de vaisseau, il commande Le Lys, 88 canons, à la bataille navale de Vélez-Málaga au sein de la flotte franco-espagnole. Il est fait chef d'escadre des armées navales le 6 octobre 1705.
Promu au grade de lieutenant général des armées du Roi le 20 juin 1708, il est nommé gouverneur de Gravelines en 1709. Il meurt de maladie au siège de Douai le 19 août 1712.

### Sources et bibliographie
- Anselme de Sainte-Marie, Histoire de la Maison Royale de France, et des grands officiers de la Couronne, libraires associés, Paris, 1730, p. 106 [lire en ligne]
- M. d'Aspect, Histoire de l'Ordre royal et militaire de Saint-Louis, vol. 3, Paris, chez la veuve Duchesne, 1780 (lire en ligne), p. 252